# 江洛镇
江洛镇，是中华人民共和国甘肃省陇南市徽县下辖的一个乡镇级行政单位。

## 行政区划
江洛镇下辖以下地区：
江洛镇社区、江洛村、上坝村、店儿沟村、下寨村、黄坝村、赵湾村、大岭村、张门村、赵河村、刘坝村、徐杨村、清河村、殷家沟村、沿川村、石头坪村、李寺村、吊沟村、玉石沟村、游龙村、马湾村、立斗村和庄窠村。